# Enrico Pietropolli
Enrico Pietropolli es un deportista italiano que compitió en remo como timonel. Ganó una medalla de bronce en el Campeonato Mundial de Remo de 1966, en la prueba de dos con timonel.

## Palmarés internacional
| Campeonato Mundial | Campeonato Mundial | Campeonato Mundial | Campeonato Mundial |
| Año                | Lugar              | Medalla            | Prueba             |
| ------------------ | ------------------ | ------------------ | ------------------ |
| 1966               | Bled (Yugoslavia)  | Medalla de bronce  | Dos con timonel    |